# Erich Burgener
Erich Burgener (Raron, 15 febbraio 1951) è un ex calciatore svizzero, di ruolo portiere.

## Carriera
Durante la sua carriera ha giocato per Raron, Losanna e Servette.
Ha indossato 64 volte la maglia della Nazionale svizzera.

## Palmarès

### Club

#### Competizioni nazionali
- Campionato svizzero: 1

Servette: 1984-1985
- Coppa Svizzera: 2

Losanna: 1980-1981
Servette: 1983-1984